# Primer ministro de Malasia
El primer ministro de Malasia (en malayo: Perdana Menteri Malaysia) es el jefe supremo del gobierno, responsable del Poder Ejecutivo, y el cargo político más alto de Malasia. Es designado por el Yang di-Pertuan Agong y está sometido a la aprobación del Dewan Rakyat, cámara baja del Parlamento. El primero en ocupar el cargo fue Tunku Abdul Rahman, que gobernó el país entre 1957 y 1970. La oficina adquirió su denominación actual con la formación de Malasia como estado el 16 de septiembre de 1963.
Desde el 24 de noviembre de 2022, Anwar Ibrahim es el primer ministro incumbente que, tras la renuncia de Ismail Sabri Yaakob, encabeza el gobierno.

## Designación
De acuerdo con la Constitución Federal de Malasia, el Yang di-Pertuan Agong (monarca o jefe de Estado) nombrará un primer ministro para presidir el gabinete del Gobierno Federal. Este debe ser un miembro del Dewan Rakyat (Cámara de Representantes) que pueda obtener la confianza de la mayoría de los diputados, y debe ser un ciudadano malasio por nacimiento. El Yang di-Pertuan Agong, siguiendo el consejo del primer ministro, nombrará al resto de los ministros del gabinete.
El primer ministro y los ministros de su gabinete deben tomar y suscribir en presencia del Yang di-Pertuan Agong el juramento de su cargo y de lealtad, así como el juramento secreto antes de que puedan ejercer las funciones del cargo. El Gabinete será colectivamente responsable ante el Parlamento de Malasia. Los miembros del Consejo de Ministros no tendrán ninguna oficina lucrativa ni se involucrarán en ningún oficio, negocio o profesión que pueda causar un conflicto de intereses. El Departamento del primer ministro (a veces referido como la Oficina del primer ministro) es el cuerpo y el ministerio en el que el primer ministro ejerce sus funciones y poderes.
Si el primer ministro no logra que el Dewan Rakyat apruebe su legislación presupuestaria anual o pierde una moción de censura emitida por mayoría absoluta de sus miembros, deberá renunciar de inmediato. La elección del primer ministro de reemplazo de Yang di-Pertuan Agong será dictada por las circunstancias. Los ministros que no sean el primer ministro desempeñarán sus funciones durante un período al placer del Yang di-Pertuan Agong, a menos que el nombramiento de un Ministro haya sido revocado por el Yang di-Pertuan Agong por recomendación del primer ministro, pero cualquier Ministro podrá renunciar a su cargo.
Si el jefe de gobierno renuncia en otras circunstancias, es derrotado en una elección o simplemente fallece, el Yang di-Pertuan Agong generalmente nombrará como primer ministro a la persona elegida por el partido gobernante como su nuevo líder.

## Poderes
Según la Constitución, la función del primer ministro incluye asesorar a Yang di-Pertuan Agong en lo siguiente, aunque en la práctica, el primer ministro gobierna en nombre del jefe de Estado:
- Nombrar a los ministros del Gobierno Federal.
- Nombrar a los viceministros federales y secretarios parlamentarios (miembros no plenos del gabinete).
- Nombrar a 44 de los 70 senadores del Dewan Negara.
- Convocar o aplazar las sesiones del Dewan Rakyat.
- Nombrar a los jueces de los Tribunales Superiores (que son los Tribunales Superiores, el Tribunal de Apelaciones y el Tribunal Federal).
- Nombrar al fiscal general.
- Nombrar a los presidentes y miembros de la Comisión del Servicio Judicial y Jurídico, la Comisión Electoral, la Comisión de la Policía, la Comisión del Servicio Educativo, el Consejo Nacional de Finanzas y el Consejo de las Fuerzas Armadas.
- Nombrar y tomar juramento a los gobernadores de los estados de Melaka, Penang, Sabah y Sarawak (siempre sujetos a la aprobación parlamentaria de la Asamblea Legislativa Estatal de los respectivos estados).

## Primer ministro interino
Según el artículo 55(3) de la Constitución de Malasia, la cámara baja del Parlamento a menos que sea disuelta antes por el Yang di-Pertuan Agong por su propia discreción bajo el consejo del primer ministro tiene un mandato de cinco años a partir de la fecha de su primera reunión. El artículo 55(4) de la Constitución permite que se demoren sesenta días las elecciones federales a partir de la fecha de la disolución y se convocará al Parlamento para que se reúna en una fecha no mayor de ciento veinte días a partir de la fecha de la disolución. Convencionalmente, entre la disolución de un Parlamento y la convocatoria del próximo, el primer ministro y el gabinete permanecen en el cargo en calidad de custodio.

## Primer ministro en funciones
De vez en cuando, los primeros ministros deben abandonar el país por motivos de negocios y se nombra a un suplente para ocupar su lugar durante ese tiempo. En los días previos a los aviones a reacción, tales ausencias podían ser por períodos prolongados.
- Abdul Razak Hussein fue el primer ministro en funciones después de que el primer ministro, Tunku Abdul Rahman renunció como primer ministro durante tres meses en 1959 para fortalecer su partido, la Alianza, para las elecciones federales de 1959 después de haber perdido dos estados, Kelantan y Terengganu, en las elecciones estatales.
- Ismail Abdul Rahman ocasionalmente actuó como primer ministro interino cuando Tunku Abdul Rahman y Abdul Razak Hussein realizaban viajes al extranjero.[2]
- VT Sambanthan fue llamado a servir como primer ministro interino y presidir la reunión del gabinete por un día en que el ex primer ministro Abdul Razak Hussein estaba en el extranjero y su adjunto Ismail Abdul Rahman había muerto.[3]

- En 1988, cuando la UMNO, como miembro fundador de la coalición Barisan Nasional, fue declarada técnicamente ilegal, Mahathir Mohamad fue descalificado como presidente de Barisan Nasional. Ling Liong Sik se convirtió en el nuevo presidente del Barisan Nasional y se desempeñó como primer ministro en funciones durante un par de días hasta que el nuevo partido, UMNO Baru, fuera legalizado por el Registro de Sociedades (ROS).
- Anwar Ibrahim actuó como primer ministro en funciones durante dos meses desde el 19 de mayo de 1997, cuando Mahathir estaba de vacaciones.[4][5]